# Heimliche Ehe
Heimliche Ehe, lat. matrimonium clandestinum, war die Bezeichnung verschiedener formloser bzw. inoffizieller Ehen. Dazu zählten Vermählungen, die ohne öffentliche Bekanntgabe vor einem Geistlichen unter wenigen Zeugen geschlossen wurden und die sogenannte Winkelehe, die ebenfalls nicht öffentlich und ohne jegliche kirchliche Mitwirkung eingegangen wurde.
Die Eheschließung einer Winkelehe ging sehr einfach, und ohne Feierlichkeiten vonstatten, auch kirchliche Regeln dafür gab es zunächst nicht: Oft wurde die zukünftige Ehefrau in einem Winkel des Hauses vom Bräutigam gefragt, ob sie ihn zum Mann nehmen wolle. Bei einer positiven Antwort wurde die Ehe gültig. Eine solche Ehe konnte, wegen der Regeln über die Unauflöslichkeit einer katholischen Ehe, wie alle anderen Ehen im Mittelalter nicht mehr geschieden werden. Da es keine Zeugen gab, fiel es einer verlassenen Frau jedoch schwer nachzuweisen, dass sie tatsächlich eine Ehe eingegangen war, wenn der Mann das Gegenteil behauptete. Da die Ehelichkeit damals massive Auswirkungen auf die Rechtsstellung der Kinder und die Erbschaftsansprüche hatte, konnte die Heimlichkeit in der Praxis ein gravierender Nachteil werden.

## Geschichte
Das Vierte Laterankonzil (1215) verbot in seinem 51. Kanon die heimliche Eheschließung ohne öffentliches Aufgebot. Seit dem 11. Jahrhundert wurde die Klandestinehe von der Kirche und später besonders in den Städten auch von den weltlichen Behörden bekämpft und mit hohen Strafen belegt. So wurde wohl 1327 ein Nürnberger Badersohn namens Konrad zu zehn Jahren Haft verurteilt, weil er eine Winkelehe eingegangen war. 1410 wurde aus selbigem Grund ein anderer Bürger für fünf Jahre aus der Stadt verbannt. Auf dem Konzil von Trient wurde durch das Dekret Tam etsi (1563) die kirchliche Eheschließung unter Zeugen zur einzig gültigen Eheschließungsform bestimmt und die priesterliche Assistenz zwingend vorgeschrieben. Dieses Dekret setzte sich im deutschen Sprachraum nur langsam durch, weil seine Kundmachung wegen der konfessionellen Streitigkeiten des 16. Jahrhunderts teilweise nur verzögert bzw. gar nicht erfolgte.
Der Franziskaner Berthold von Regensburg († 1272) sagte über die Winkelehe Folgendes: „Man soll auch in den Winkeln keine Ehe haben oder machen. Darum, ihr Frauen, durch den allmächtigen Gott, so hütet euch vor der Winkelehe. Wer euch vor den Leuten die Ehe nicht geloben will, dessen Gelübde sollt ihr in dem Winkel nimmer annehmen… denn er will euch betrügen.“ 1832 erließ der Magistrat im mittelfränkischen Neustadt an der Aisch ein Verbot der Wohnraumvermietung an in Winkelehe zusammenlebende Paare.
Heimliche, aber gültige Eheschließungen mit Priester und Zeugen, die zur Vertraulichkeit verpflichtet wurden, waren dagegen besonders im hohen und niederen Adel vom Spätmittelalter bis ins 19. Jahrhundert hinein beliebt, die katholische Kirche sah für solche Gewissensehen (später: Geheimehen) auch spezielle Regeln vor. Häufig wählten verwitwete Aristokraten nach ihrer ersten Ehe, die zumeist aus dynastischen Gründen geschlossen wurden, ihren zweiten Partner, der oft unter ihrem Stande war, selbst aus. Solche Heiraten blieben der Öffentlichkeit oft unbekannt.

## Beispiele
Zu den bekanntesten heimlichen Eheschließungen gehört die Ehe zwischen Maria Tudor, der jüngeren Schwester des englischen Königs Heinrich VIII., und Charles Brandon, 1. Herzog von Suffolk. In ihrem Fall wurde die heimliche Eheschließung aufgedeckt, weil der König sie ein weiteres Mal für politische Zwecke verheiraten wollte. Maria hatte daher gestehen müssen, dass sie ohne die Erlaubnis ihres Bruders bereits eine heimliche Ehe eingegangen war und dadurch als Braut nicht mehr zur Verfügung stand.
Ein weiteres bekanntes Beispiel für eine heimliche Ehe ist die Verbindung des englischen Königs Georg IV. mit Maria Fitzherbert.
Ein sehr bekannter Fall einer Geheimehe aus der Geschichte ist die heimliche Eheschließung zwischen Isabella von Kastilien und Ferdinand von Aragón, den späteren Katholischen Königen Spaniens, am 19. Oktober 1469.
Eine geheime Ehe (Gewissensehe) gingen auch Kaiser Franz Joseph und Katharina Schratt ein. Die Grundlagen der Argumente für eine geheime Ehe, wie sie von Georg Markus vorgebracht wurden, wurden ab 1992 von Brigitte Hamann als „mysteriöse Eintragungen in einem nicht mehr vorhandenen Buch“ in Zweifel gezogen.